# G.729
G.729 é um algoritmo de compressão de dados de áudio para voz que compacta digitalmente a voz em pacotes de duração de 10 milissegundos. Ele é oficialmente descrito como codificação da fala em 8 kbit/s usando o predição linear com excitação por código (CS-ACELP).